# Pyrenestes
Pyrenestes Swainson, 1837 è un genere di uccelli passeriformi della famiglia degli Estrildidi.

## Tassonomia
Al genere vengono ascritte tre specie, conosciute col nome comune collettivo di pirenesti:
- Pyrenestes minor Shelley, 1894 - Pireneste minore
- Pyrenestes ostrinus (Vieillot, 1805) - Pireneste ventre nero
- Pyrenestes sanguineus Swainson, 1837 - Pireneste rosso

Alcuni autori tendono a ritenere il genere monotipico, con un'unica specie ascritta (P. sanguineus) e le rimanenti due riclassificate col rango di sottospecie.
Il nome scientifico del genere deriva dal greco πῦρ (pyr, "rosso fuoco"), in riferimento alla colorazione di questi uccelli.
Nell'ambito della famiglia degli estrildidi, i pirenesti appaiono molto vicini ai becco azzurro del genere Spermophaga, coi quali vanno a formare un clade a sua volta vicino alle astrildi del genere Uraeginthus.

## Distribuzione
I pirenesti sono diffusi in un areale che comprende una vasta parte dell'Africa subsahariana, dal Senegal all'Angola nord-occidentale e ad est fino alla regione dei Grandi Laghi e al Mozambico: questi uccelli sono tipici delle zone umide, colonizzando canneti e zone alberate e cespugliose nei pressi di fonti d'acqua dolce permanenti, ma colonizzando anche le zone antropizzate.

## Descrizione

### Dimensioni
Questi uccelli possono misurare tra i 12 e i 14 cm di lunghezza totale.

### Aspetto
I pirenesti sono uccelli piuttosto appariscenti, in cui entrambi i sessi presentano colorazione rossa su porzioni più o meno ampie del corpo a seconda della specie (generalmente testa, petto e coda): le femmine presentano estensione del rosso minore.
Questi uccelli presentano un aspetto molto caratteristico, in virtù della grossa testa e del robusto becco, che li rende vagamente simili ai frosoni e che similmente a questi ultimi ha la funzione di spezzare i semi più duri. Nei pirenesti è presente un polimorfismo nelle dimensioni del becco, con rapporto di dominanza delle forme a becco più robusto rispetto a quelle a becco più sottile: la maggiore o minore presenza di esemplari dal becco più o meno robusto è legata alla popolazione vegetale (e quindi alla maggiore o minore durezza dei semi di cui questi uccelli si nutrono) presente nella zona.

## Biologia
Si tratta di uccelli diurni, che vivono perlopiù in coppie o in piccoli gruppi familiari.

### Alimentazione
La dieta dei pirenesti è composta essenzialmente da semi e granaglie, che vengono spezzati grazie al forte e robusto becco: questi uccelli si nutrono inoltre di bacche, frutti e germogli, mentre è raro che essi si cibino di insetti.

### Riproduzione
La riproduzione di questi uccelli segue il pattern generale degli estrildidi, coi due sessi che collaborano nella costruzione del nido, nella cova e nell'allevamento della prole.